# TV5 MONDE

логотип каналу TV5, 1995–2005

TV5 MONDE (раніше відомий як TV5) — телевізійна мережа, що транслює декілька франкомовних телеканалів.
TV5MONDE — це четверта найбільша телевізійна мережа, після BBC, CNN та MTV.
Головним чином телеканал ретранслює програми найголовніших франкомовних телеканалів усього світу, насамперед це французькі France Télévisions та TF1 Group, бельгійський RTBF, швейцарський TSR, канадські Radio-Canada та TVA networks. Окрім новин TV5MONDE транслює музику та фільми.

## Канали
Наразі існує 8 редакцій телеканалу:
- TV5MONDE FBS (Франція, Бельгія, Швейцарія)
- TV5MONDE Europe (вся інша частина Європи)
- TV5MONDE Afrique (Африка)
- TV5MONDE Orient (Близький Схід)
- TV5MONDE Asie (вся інша частина Азії)
- TV5MONDE Etats-Unis (Сполучені Штати Америки)
- TV5MONDE Amérique Latine — Caraïbes (Латинська Америка та країни карибського басейну)
- TV5 Québec-Canada

Центр трансляції каналу TV5 Québec-Canada знаходиться в Монреалі, інших каналів, під ім'ям TV5Monde, в Парижі.

## Кібератака
8 квітня 2015 року телекомпанія TV5Monde стала жертвою кібератаки хакерського угрупування, що назвало себе «КіберХаліфат» (англ. CyberCaliphate) та заявило про зв'язки з ІДІЛ. Хакери змогли потрапити до внутрішньої комп'ютерної мережі компанії, ймовірно завдяки розголошеним TV5 паролям, та змінили програму передач за 3 години. Роботу телеканалу вдалось частково відновити рано вранці наступного дня, а нормальна робота була порушена аж до пізньої ночі 9 квітня.
Внаслідок атаки залишились виведеним з ладу різні інформаційні системи, включно із сервером електронної пошти. Хакери також взяли під свій контроль офіційні сторінки телекомпанії в соціальних мережах Facebook та Twitter pages to розміщення особистої інформації родичів французьких солдатів, що беруть участь в операції проти ІДІЛ. Також були розміщені заяви проти Президента Франції Франсуа Олланда терористичні атаки в січні 2015 року є «подарунком» за його «неприпустиму помилку» втручання в конфлікти, що «не мають жодного сенсу».
В рамках надзвичайного звернення стосовно атаки міністр культури і масових комунікацій Флер Пеллерен, закликала зібрати термінову нараду голів різних засобів масової інформації. Зустріч відбулась 10 квітня у невідомому місці. Прем'єр-міністр Франції Мануель Вальс назвав кібератаку «неприйнятною образою свободі інформації та слова». His cabinet colleague, міністр внутрішніх справ Бернар Казнев спробував заспокоїти громадськість заявивши, що Франція «вже посилила заходи проти кібератак для запобігання успішним атакам» після терористичних атак в січні того ж року, які забрали життя 20 людей.
Французькі слідчі згодом відкинули версію про причетність ісламістів до кібератаки, натомість головним підозрюваним було назване угрупування Sofacy Group.